# 森の歌
『森の歌』（もりのうた、露：Песнь о лесах, 英：Song of the Forests ）作品81は、ドミートリイ・ショスタコーヴィチが1949年に作曲したオラトリオで、ショスタコーヴィチの声楽曲のうち最も有名な作品。ソビエト連邦の自然改造計画の一環でおこなわれた植林事業を讃える楽曲である。スターリン批判の影響を受けて、1962年に歌詞が一部改訂された。

## 作曲の経緯
オラトリオ「森の歌」は、ショスタコーヴィチがソ連当局から受けていた冷遇を解決するために作曲された。
1948年2月、ソビエト連邦共産党中央委員会は、国内の有名芸術家が西洋モダニズムの悪影響を受けているとして、各芸術家の態度を批判した（ジダーノフ批判）。ショスタコーヴィチもジダーノフ批判の対象となり、共産主義国家の目的達成を阻害する者として冷遇された。
ショスタコーヴィチがジダーノフ批判の対象になったのは、1945年に発表した交響曲第9番がスターリンの逆鱗に触れたからである。当局は、9番目の交響曲(ベートーヴェンの「合唱つき」と同じ番号）であることや、枢軸国との戦争に勝利した記念作であることから、壮大な楽曲を期待していた。にもかかわらず、ショスタコーヴィチは小規模のディヴェルティメント風の交響曲を発表し、当局の期待に応えなかった。スターリンは激怒し、ショスタコーヴィチは1948年のジダーノフ批判の対象に組み込まれた。
ジダーノフ批判による冷遇から解放されるには、当局が求めていた大衆にわかりやすい音楽を提供する以外に方法はない。ショスタコーヴィチは1930年代にプラウダ批判を受けた際、交響曲第5番という大衆に分かりやすい音楽を提供し、冷遇措置から開放された経験を持つ。今回も同様の対策をとる必要があった。
ショスタコーヴィチはその手段として、スターリンが当時手がけていた植林事業に目をつけた。スターリングラード攻防戦に伴い荒れ果てたヴォルガ川近辺に、スターリンは植林事業を展開していたのである。ショスタコーヴィチはこの事業を褒め称えるオラトリオを作曲することで、地位回復を図ることにした。彼は詩人のエヴゲーニー・ドルマトフスキーに作詩を依頼した。
1949年11月の初演でこの曲は大絶賛を受けた。スターリンをあからさまに褒め称える内容は、スターリンを大いに喜ばせた。そのおかげで、ショスタコーヴィチは1950年スターリン賞第一席を受賞し、ジダーノフ批判による冷遇から名誉を回復した。だが、彼自身には大きな屈辱であった。レニングラード初演時、成功の嵐が渦巻く中で、彼はホテルの一室でむせび泣き、ウォッカを痛飲したという。
- 演奏時間 40分
- 作曲時期 1949年
- 初演 1949年11月15日、エフゲニー・ムラヴィンスキー指揮、レニングラード・フィルハーモニー交響楽団、レニングラード・アカデミー合唱団、レニングラード・アカデミー付属学校児童合唱団、ウラディーミル・イヴァノフスキー（テノール独唱）、イヴァン・ティトフ（バス独唱）[1]

## 曲の構成
7曲から構成される。第3曲から第5曲までは連続して演奏される。
第1曲 勝利（1962年改訂版では「戦争が終わったとき」（Когда окончилась война））
- アンダンテ、ハ長調、4分の4拍子（バス独唱、男声合唱）
- 木管の柔らかい旋律にバス独唱と男声合唱が加わる。第二次世界大戦の勝利はスターリンの活躍のおかげだと歌われている。

第2曲 祖国を森で覆わせよう（Оденем Родину в леса）
- アレグロ、嬰ヘ短調、4分の3拍子（混声合唱）
- 溌剌とした曲である。スターリングラード攻防戦によって荒れ果ててしまった国土に、木を植えて森林地帯を作るべきだと歌われている。

第3曲 過去の思い出（Воспоминания о прошлом）
- アダージョ、モデラート、ニ短調、4分の4拍子（バス独唱、混声合唱）
- やや重い雰囲気の曲である。かつて荒れ果てた大地が砂風を引き起こし、農作物を台無しにしたことを振り返り、そうならないためにも植林が必要であると歌われている。コーダはアタッカで第4曲につながる。

第4曲 ピオネールは木を植える（Пионеры сажают леса）
- アレグレット、変ロ長調、4分の2拍子（少年合唱）
- 少年合唱によるかわいらしい曲である。植林事業に参加するピオネールの活動が描かれている。
- コーダでアッチェレランドとなり、アタッカで第5曲へ。

第5曲 スターリングラード市民は前進する（Сталинградцы выходят вперёд）（1962年改訂版では「コムソモールは前進する」（Комсомольцы выходят вперёд））
- アレグロ・コン・ブリオ、イ長調、4分の2拍子（女声合唱、男声合唱）
- 7曲中最も勇ましい曲である。スターリングラード市民が様々な障壁に負けずに立ち向かっていく様子が歌われている。この曲のメロディーは、同じくショスタコーヴィチが作曲した祝典序曲に引用されている。

第6曲 未来の散歩道（Будущая прогулка）
- アダージョ、ト長調、4分の3拍子（テノール独唱、混声合唱）
- 抒情的な曲である。植林事業が終了した後の、森林地帯の広がる理想的な世界が歌われている。

第7曲 栄光（Слава）
- アレグロ・ノン・トロッポ、変イ長調、4分の7拍子～モデラート・コン・モート、ハ長調、4分の4拍子（女声合唱、男声合唱、児童合唱、テノール独唱、バス独唱）
- フィナーレらしいこの壮大な曲は、印象的な７拍子で始まる。主にフガート形式を効果的に使用して、森のベルトが伸びゆくかのように、植林事業の展開方針が歌われる。その後、作業員・農業指導員といった現場に携わった人物の“栄光”（Слава）を讃える歌詞が続き、バンダも加わって一旦クライマックスを迎える。
- 頂点に達した後、モデラートにテンポを落とし、それまで沈黙していたバス独唱が、静かにしかし力強く「共産主義の夜明けがやってきた!」と高らかに謳う。そして、その植林事業をすすめたスターリンと「レーニンの作った党」としてソ連共産党が称えられ、曲は締められる。

## 編成
- 独唱
テノール、バス
- 合唱
混声合唱（ソプラノ、アルト、テノール、バス）、児童合唱（ソプラノ、アルト）
- 木管楽器
フルート 3（うちピッコロ持替え 1）、オーボエ 2、イングリッシュホルン、クラリネット 3、ファゴット 2
- 金管楽器
ホルン 4、トランペット 3、トロンボーン 3、チューバ 1
- 打楽器
ティンパニ、小太鼓、シンバル、トライアングル、グロッケンシュピール
- ハープ 2
- 弦五部
第1ヴァイオリン、第2ヴァイオリン、ヴィオラ、チェロ、コントラバス
- バンダ
トランペット 6、トロンボーン 6

## スターリン批判に伴う歌詞変更
1953年にスターリンが死ぬと、次のソ連書記長フルシチョフはスターリン独裁体制を批判した。それに伴い、スターリンを絶賛する歌詞を変更する必要に迫られた。
そこでショスタコーヴィチは、作詞のエヴゲーニー・ドルマトフスキーと協議の上、1962年にスターリン絶賛部分を取り除く改訂版を発表した。特に第1・5・7曲の歌詞が大幅に変更された。スターリンの活躍を描いていた第1曲は、「戦争が終わり自由と大地を守り抜いた」という内容に変更された。「スターリングラード」というスターリンにちなんだ地名が何度も歌われている第5曲は、地名をヴォルゴグラードにした上で、青年一般のコムソモールの活動の歌に変更された。スターリン讃歌の第7曲は、共産党讃歌に変更された。

## 日本国内での演奏
日本初演は1953年6月14日、京都にて指揮桜井武雄、独唱佐佐木行綱、竹内光男、紫明混声合唱団、こんせーる・ぬーぼーの演奏により行われた。その際、歌詞は井上頼豊、桜井武雄、合唱団白樺の手により邦訳され、その後、合唱による社会運動であるうたごえ運動により広く普及した。また第4曲「ピオネールは木を植える」は、音楽教育の中で利用された。

## ソ連崩壊後の「森の歌」
「森の歌」は歌詞の内容がスターリン礼賛、共産党礼賛という性格を有していたため、共産主義の失敗によるソビエト連邦の崩壊が近づくに従って共産主義政権を讃える歌詞が敬遠されるようになり、演奏の機会は激減した。一方で、楽曲の価値を認めていた指揮者フェドセーエフはソビエト連邦の崩壊前夜の混乱の中、楽団員と合唱団を説得して旧勢力によるクーデター3日前にレコーディングを行った。
現在では一般的に「『森の歌』はスターリンにへつらい保身を図るために作曲したもの」と評価されていることや、亡命ロシア人に代表されるソビエト政府の弾圧に遭った人々などの感情的なしこりもあって、ロシア、旧ソ連諸国はもちろん、欧米諸国でも演奏されることは稀である。
これに対して日本は、戦後うたごえ運動において政治色を希薄にした改訂版歌詞によって長年取り上げられていたことが幸いしてか、今日でも演奏されることがある。
指揮者岩城宏之は2005年10月の東京文化会館での演奏に先立ち、インタビューにおいて「（スターリン礼賛という、意に沿わない作品として）ショスタコービッチがどんなに憎もうと、この曲は再三演奏されてしかるべき曲なのではないか。こんなに分かりやすくて、良くて、しかも転調とかすべてが高級で、実にうまく書いている。厳然として傑作だと改めて感心してしまう」と音楽的価値の高さを評価している。また自身も大学生時代にこの曲を選んで演奏会を開催し、のちに演奏会に至る経過を｢森のうた｣として出版している。
2006年には1月19,20日にフェドセーエフが、11月22日にはテミルカーノフがそれぞれ日本国内で「森の歌」を取り上げた。歌詞の選択は指揮者に任されており、テミルカーノフは「オリジナルの歌詞に書かれていることは、私たちの歴史の1ページであり、作品は“事実”を内含している」と述べ、初演版を意義あるものとして用いるなど、古典楽曲の価値を引き出す試みもなされている。
また、2005年11月にはスヴェトラーノフの指揮による「森の歌」のライブ録音（1978年収録）がDVDにより復刻されたが、その解説を著した一柳富美子は「緑の息吹で地球を灌漑する」という歌詞に同時期に開催された愛知万博の意義と重ね合わせ、地球環境の保全を意識した内容として作曲者、作詞者のメッセージを読み取ることが出来るという、新解釈を提示している。
『森の歌』を日本語訳した井上らによれば、ショスタコーヴィチは国土の緑化計画に理解を示し、本作品を作曲したと言われている（ISBN 4276542324）。ジダーノフ批判をかわす上でスターリンの政策を肯定する必要に迫られた作曲であったとはいえ、一柳らが述べるように、緑化政策そのものについては現在にも通用する面を持ち合わせているのも事実である。このようにロシア、欧米等において演奏が行われなくなった現在でも、思想的こだわりを超えた音楽的価値を見いだし、高い評価を受け続けている楽曲として、見直されつつある。